# Юккенен
Юккенен (фін. Ykkönen, перший звук читається як ü, а не як «йу») — другий за значимістю рівень фінської футбольної ліги (після Veikkausliiga), яким опікується Футбольна асоціація Фінляндії.

## Історія
В основу нинішнього Ykkönen ліг Suomensarja — перший 2 дивізіон в історії фінського футболу, заснований 1936 року. Восени 1969 фінський футбол зазнав змін системи ліги, і Suomensarja був перейменований в II divisioona або 2-й дивізіон.
Назва Ykkönen вперше була використана 1995 року.